# Maison Théâtre
 (novembre 2020).
 (novembre 2020).

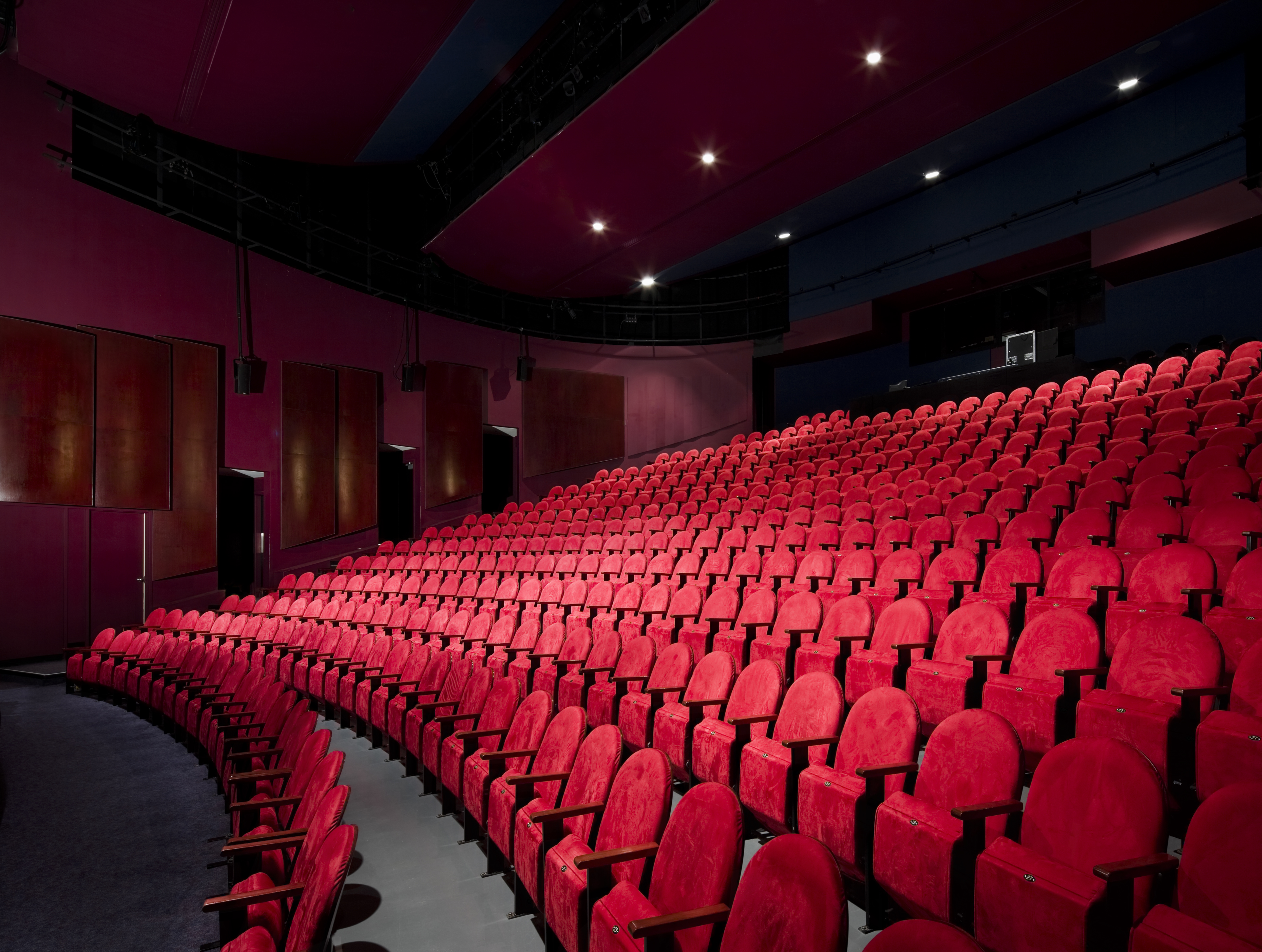
Salle de spectacle de la Maison Théâtre

La Maison Théâtre est un diffuseur spécialisé en théâtre pour l’enfance et la jeunesse, une salle de spectacles et une association québécoise, constituée de trente compagnies professionnelles de théâtre. Elle a pour mission de favoriser le développement du théâtre jeune public et, plus largement, d’offrir à tous, par la diffusion d’œuvres théâtrales de qualité, une porte ouverte sur la culture. Elle accueille autant les familles que les groupes scolaires et préscolaires et propose une gamme d'activités de médiation théâtrale. 
Située sur la rue Ontario, à Montréal, la Maison Théâtre, fondée en 1982, occupe les locaux de l'ancien Tritorium du Cégep du Vieux Montréal depuis 1984.

## Compagnies membres[4]
- Des mots d'la dynamite
- Dynamo Théâtre
- Geordie Theatre
- L'Arrière Scène
- L'Aubergine
- Le Carrousel, compagnie de théâtre
- Le Moulin à musique
- Le Petit Théâtre de Sherbrooke
- Les Deux Mondes
- Les Incomplètes
- Le Théâtre de Quartier
- Le Théâtre des Confettis
- L'Illusion, Théâtre de marionnettes
- Mammifères
- Nuages en pantalon, compagnie de création
- Ombres Folles
- Projet MÛ
- Samsara Théâtre
- Théâtre Bluff
- Théâtre Bouches Décousues
- Théâtre de l’Œil
- Théâtre des Petites Âmes (d)
- Théâtre du Gros Mécano
- Théâtre Le Clou
- Théâtre les Amis de Chiffon
- Théâtre Magasin
- Théâtre Motus
- Théâtre Tout à Trac
- Voyageurs Immobiles, compagnie de création
- Youtheatre